# 水波朗
水波 朗（みずなみ あきら、1922年10月3日（大正11年） - 2003年（平成15年）7月31日）は、日本の法学者。専門は法哲学。九州大学名誉教授、元久留米大学教授。

## 人物
初めは河村又介（後の最高裁判事）の下で憲法学の研究を始めるが、やがて憲法学の根本学である公法学、後に法哲学に研究の重心を移す。思想的にはトマス主義に立脚するが、アルフ・ロス、ハンス・ケルゼン、カール・ポパー等、自らとは異なる立場の思想家をも取り上げ、批判的書評を公刊した。
1954年に、大澤章の導きでカトリックに入信。ネオ・トミズムの本場ベルギーに留学し、ジャン・ダバンに師事。トマス主義の哲学、法哲学の研究に取り組み、帰国後は20世紀の法哲学におけるトマス主義の位置づけと主張を明快に論じた大著『法の観念-ジャン・ダバンとその周辺-』を公刊した。
特技は外国語で、彦根高商での第一外国語だった中国語のほか、英語、ドイツ語、フランス語、ラテン語の文献を読みこなした。スイスのバーゼルで世界法哲学社会哲学会が開催された折には、「せっかく東洋から参加するというのであれば、何か日本から話題を持っていった方がいいだろう」と考え、故郷・滋賀県の聖人である中江藤樹の人間存在論をフランス語で報告した。藤樹に対しては幼少のころから尊敬の念を抱いており、和綴じ本を入院療養中に読破したほどであった。また、大学を定年退官後、メキシコを訪問したことをきっかけに、本格的なスペイン語の学習も始めた。

## 略歴
- 1922年 - 滋賀県彦根市に生まれる
- 1946年 - 九州帝国大学法文学部法科卒業、同大学院特別研究生となる
- 1949年 - 九州大学法学部助教授
- 1954年 - プロテスタントよりカトリックに改宗
- 1961年 - ベルギーのルーヴァン大学に留学（ - 1964年）
- 1965年 - 九州大学法学部教授
- 1985年 - 同学部を定年退官し名誉教授
- 同年 - 久留米大学法学部教授
- 1998年 - オーストリア学術芸術功労大十字賞
- 2003年 - 大動脈解離のため死去

## 著作

### 単著
- 『法の観念-ジャン・ダバンとその周辺-』（成文堂、1971年）
- 『トマス主義の法哲学-法哲学論文選-』（九州大学出版会、1987年）
- 『トマス主義の憲法学-国法学論文選-』（九州大学出版会、1987年）
- 『ホッブズにおける法と国家』（成文堂、1987年12月）
- 『基本的人権と公共の福祉-日本国憲法講義要録-』（九州大学出版会、1990年）
- 『自然知と洞見知』（創文社、2005年）

### 共編著
- （林迪広・徳本鎮）『要説法律学』（九州大学出版会、1978年）
- （稲垣良典・ホセ・ヨンパルト）『自然法』（創文社、1987年）

### 翻訳
- ジャン・ダバン『法の一般理論』（創文社、1961年）
- ジャン・ダバン『国家とは何か』（創文社、1975年）
- ジャン・ダバン『権利論』（創文社、1977年）

### 共訳
- （野尻武敏・栗城壽夫）ヨハネス・メスナー『自然法』（ドン・ボスコ社、1957年）
- （田中節男・西嶋法友）レイモン・ポラン『孤独の政治学 - ルソーの政治哲学試論-』（九州大学出版会、1982年）

## 論文
- 「公共の福祉と自然法」（『法政研究』第19巻3号、1952年）
- 「共通善について-聖トマスを繞っての発展-」（『法政研究』第20巻2-4合併号、1953年）
- 「自然法の存在とその認識についての一般論」（『法政研究』第22巻2-4合併号、1955年）
- 「主権の概念」（『法と政治の研究（九州大学法学部創立三十周年記念論文集）』、1957年）
- 「ジャック・マリタンの国家観と主権否認論」（『法政研究』第24巻4号、1958年）
- 「権利の基礎-ジャン・ダバンの場合-」（『法政研究』第25巻2-4合併号、1959年）
- Das Naturrecht und das Wesen des Staates, in:J. Höffner, A.Verdross & F. Vitto(Hrsg.), Naturordnung in Gesellschaft, Staat und Wirtschaft, Wien 1960.
- 「国法学の形式的対象-ドイツ公法学派の終焉-」（『法政研究』第27巻2-4合併号、1961年）
- 「ジャン・ダバンと法観念の二つの系列」（『法政研究』第28巻2号、1961年）
- 「イグナシオ・ブルゴアの憲法理論（一）」（『久留米法学』第1号、1987年）
- 「H・L・A・ハートと自然法」（『自然法-反省と展望-』、創文社、1987年）
- 「日本国憲法前文の民主主義原理」（『久留米法学別巻』第1号、1988年）
- 「所有権の存在論とエヒード制度-メキシコ合衆国憲法第27条をめぐって-」（野村暢清編『南部メキシコ村落における宗教と法と現実』久留米大学比較文化研究所刊、1989年）
- 「意識下の新カント派観念論-青井秀夫教授の批判に答えて-」（『法の理論』第11号、成文堂、1991年）
- 「ペレルマンの哲学-新しい自然法論?-」（『自然法の多義性』、創文社、1991年）
- Die Bedeutung der Rechtskultur, in: Werner Freistetter u. Rudolf Weiler(Hrsg.), Die Einheit der Kulturethik in vielen Ethosformen, Berlin、1993.
- 「日本国憲法解釈論と二十世紀の哲学」(『自然法と実践知』，創文社、1994年)
- 「自然法における存在と当為-ヨハネス・メスナーの倫理学体系に則して-」(『自然法における存在と当為』、創文社、1996年)
- 「共同善の存在論的基礎づけ-ヨハネス・メスナーによる-」（『変動する世界における共同善』、南山大学社会倫理研究所、1997年）
- Ontological Foundation of the Common Good Following Johannes Messner, Akira Mizunami u. Wolfgang Schmitz(Hrsg.), Das Gemeinwohl in einer sich verändernden Welt, 2. verbesserte Aufl., Wien 1998.
- 「宗教的自然法・教会・国家（一）」（『自然法と宗教Ⅰ』、創文社、1998年）
- Massengesellschaft aus der Sicht von Johannes Messner, in: Rudolf Weiner u. Akira Mizunami(Hrsg.), Gerechtigkeit in der sozialen Ordnung, Die Tugend der Gerechtigkeit im Zeitalter der Globalisierung, Berlin 1999.
- 「人間の尊厳と基本的人権（一）」（『人間の尊厳と現代法理論』、成文堂、2000年）
- 「人間の尊厳と基本的人権（二）」（『法の理論』第20号、成文堂、2000年）
- 「宗教的自然法・教会・国家（二）」（『自然法と宗教Ⅱ』、創文社、2001年）
- 「オントロギーとメスナー倫理学（一）」（『社会と倫理』第13号、南山大学社会倫理研究所、2002年）
- 「オントロギーとメスナー倫理学（二）-アウグスティヌスについて-」（『社会と倫理』第14号、南山大学社会倫理研究所、2003年）
- 「オントロギーとメスナー倫理学（三）-トマス・アクィナスについて-」（『社会と倫理』第15号、南山大学社会倫理研究所、2003年）
- 「マリタンの文化哲学」（『自然法と文化』、創文社、2004年）

## 所属学会
- 日本法哲学会